# Szambo

Schemat szamba

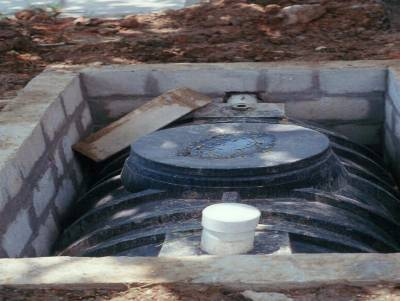
Zbiornik szamba przed zakryciem

Szambo lub dół chambeau (rzekomo od fr. nazwiska Chambeau) – podziemny zbiornik, zazwyczaj bezodpływowy, wykonany np. z betonu, do którego odprowadzane są ścieki z domowych urządzeń kanalizacyjnych. Szamba mogą być podłączone do systemu kanalizacji miejskiej, gdzie stanowią rodzaj zbiornika retencyjnego zapobiegającego zatykaniu się uzbrojenia podziemnego. W przypadku braku takiego połączenia budowane są pojemniejsze szamba bezodpływowe, z których nieczystości są wywożone przez tabor asenizacyjny bezpośrednio do punktów zlewnych.
Zgodnie z rozporządzeniem Ministra Infrastruktury z 12 kwietnia 2002 r. w sprawie warunków technicznych, jakim powinny odpowiadać budynki i ich usytuowanie, zbiorniki bezodpływowe mogą być stosowane tylko na działkach budowlanych niemających możliwości przyłączenia do sieci kanalizacyjnej.